# Волтон-Парк (Нью-Йорк)
Волтон-Парк (англ. Walton Park) — переписна місцевість (CDP) в США, в окрузі Орандж штату Нью-Йорк. Населення — 3907 осіб (2020).

## Географія
Волтон-Парк розташований за координатами 41°18′39″ пн. ш. 74°13′31″ зх. д. / 41.31083° пн. ш. 74.22528° зх. д. (41.310747, -74.225322).  За даними Бюро перепису населення США в 2010 році переписна місцевість мала площу 6,93 км², з яких 6,03 км² — суходіл та 0,90 км² — водойми.

## Демографія
Згідно з переписом 2010 року, у переписній місцевості мешкало 2669 осіб у 892 домогосподарствах у складі 727 родин. Густота населення становила 385 осіб/км².  Було 986 помешкань (142/км²).
Расовий склад населення:
| - 86,8 % — білих - 4,3 % — чорних або афроамериканців - 3,9 % — азіатів - 0,1 % — корінних американців - 2,3 % — осіб інших рас |

До двох чи більше рас належало 2,5 %. Частка іспаномовних становила 13,0 % від усіх жителів.
За віковим діапазоном населення розподілялося таким чином: 27,4 % — особи молодші 18 років, 63,2 % — особи у віці 18—64 років, 9,4 % — особи у віці 65 років та старші. Медіана віку мешканця становила 39,7 року. На 100 осіб жіночої статі у переписній місцевості припадало 98,7 чоловіків;  на 100 жінок у віці від 18 років та старших — 94,5 чоловіків також старших 18 років.
Середній дохід на одне домашнє господарство  становив 109 776 доларів США (медіана — 106 406), а середній дохід на одну сім'ю — 117 431 долар (медіана — 113 250). За межею бідності перебувало 3,0 % осіб, у тому числі 2,4 % дітей у віці до 18 років та 0,0 % осіб у віці 65 років та старших.
Цивільне працевлаштоване населення становило 1085 осіб. Основні галузі зайнятості: освіта, охорона здоров'я та соціальна допомога — 26,7 %, роздрібна торгівля — 22,9 %, публічна адміністрація — 9,6 %, науковці, спеціалісти, менеджери — 8,0 %.